# Клюкина, Анна Иосифовна
А́нна Ио́сифовна Клю́кина (род. 22 февраля 1949, Шяуляй) — директор Государственного Дарвиновского музея с 1988 года, Заслуженный работник культуры Российской Федерации (1993), кандидат культурологии (1999), доктор педагогических наук (2014). Председатель Ассоциации естественноисторических музеев.

## Биография
Родилась 22 февраля 1949 года в городе Шяуляй, Литовская ССР. В 1972 году окончила Московский областной педагогический институт имени Н. К. Крупской. C 1973 по 1986 годы работала в Биологическом музее им. К.А.Тимирязева. C 1986 года работает в Государственном Дарвиновском музее  заместителем директора, а 1988 была назначена на должность директора музея.
В 1995 году под её руководством  достроено и открыто основное здание для музея, куда были перевезены все коллекции, представленные более 300 тыс. экспонатами. В 2007 году было открыто здание выставочного комплекса и фондохранилище музея. Проекты разработанные при её непосредственном участии были отмечены награждёны Гран-При Музейного Всероссийского музейного фестиваля «Интермузей».
С 1993 года Клюкина является членом ИКОМ, несколько раз избиралась членом президиума российского ИКОМ. В 1996 году участвовала в создании Ассоциации естественно-исторических музеев России при российском ИКОМ. Эта ассоциация призвана объединить естественнонаучные музеи и сотрудников отделов природы краеведческих музеев России. Она является членом президиума Международного совета музеев (NATHIS IKOM). Член общественной палаты Правительства Москвы, член общественного совета Департамента природопользования и охраны окружающей среды города Москвы.

## Научная деятельность
23 ноября 1999 года в Санкт-Петербургском государственном университете культуры и искусств защитила диссертацию «Естественнонаучный музей как центр формирования экологической культуры» на соискание учёной степени кандидата культурологии. 19 июня 2014 года там же защитила диссертацию «Методология и практика реализации педагогического потенциала музея: на примере музеев естественнонаучного профиля» на соискание учёной степени доктора педагогических наук. Была в числе организаторов многих научных конференций и участвовала с пленарными докладами.

### Публикации
Является автором более 40 публикаций
- Клюкина, А. И. Естественно-научные музеи в духовной жизни России; Ассоц. естественно-науч. музеев России. - Санкт-Петербург : Арт-студия "Концерт", 2009. - 298 с.
- Клюкина, А. И., Кошелева В. Ю. История Дарвиновского музея в фотографиях : альбом [Текст] = The history of the State Darwin Museum in photographs : album; Гос. Дарвиновский музей, Департамент культуры г. Москвы. - Москва : ГДМ, 2015. - 135 с.
- Клюкина А.И. (ред.) Естественно-научные музеи России. Справочник. Гос. Дарвиновский музей. – М., 2008. – 464 с.
- Соколов В.Е., Клюкина А.И., Шубина Ю.В. Дарвиновский музей - дар серебряного века // Вестник Российской академии наук. – 1997. – Т. 67. – № 8. – С. 734.
- Клюкина А.И. Путешествие по спирали эволюции Архивная копия от 6 февраля 2020 на Wayback Machine // Мир музея.  – 2006. – № 2. – С. 24-33.
- Клюкина А.И. К истории создания естественнонаучных музеев в России Архивная копия от 6 февраля 2020 на Wayback Machine// Вестник Московского государственного университета культуры и искусств. 2010. № 1 (33). С. 75-82.
- Клюкина А.И. Естественнонаучный музей в культурной жизни общества Архивная копия от 6 февраля 2020 на Wayback Machine // Вестник Московского государственного университета культуры и искусств. 2009. № 5 (31). С. 77-83.

## Награды и почётные звания
- Орден Почёта (4 сентября 2023 года) — за заслуги в развитии отечественной культуры и искусства, многолетнюю плодотворную творческую деятельность[10].
- Орден Дружбы (29 сентября 2008 года) — за заслуги в развитии отечественной культуры и искусства, многолетнюю плодотворную деятельность[3][11].
- Медаль ордена «За заслуги перед Отечеством» I степени (30 января 2003 года) — за многолетнюю плодотворную деятельность в области культуры и искусства[3][12].
- Медаль ордена «За заслуги перед Отечеством» II степени (17 марта 1997 года) — за заслуги перед государством и большой вклад в развитие отечественного музейного дела[3][13].
- Заслуженный работник культуры Российской Федерации (15 января 1993 года) — за заслуги в области культуры и многолетнюю плодотворную работу[14].
- Благодарность Министра культуры Российской Федерации (26 февраля 2004 года) — за многолетний плодотворный труд и большой вклад в развитие музейного дела[15].
- Медаль «Ветеран труда» (1990).